# Al-Kharitiyath Sports Club
El Al-Kharitiyath Sports Club es un club de fútbol catarí de la ciudad de Jor. Fue fundado en 1996 y juega en la Liga de Catar.

## Palmarés
- Segunda División de Catar (2): 2004, 2020